# Anoxia makrisi
Anoxia makrisi är en skalbaggsart som beskrevs av Keith 2002. Anoxia makrisi ingår i släktet Anoxia och familjen Melolonthidae. Inga underarter finns listade i Catalogue of Life.